# Visakha FC
El Visakha FC (en camboyano: ក្លឹបបាល់ទាត់វិសាខា) es un equipo de fútbol de Camboya que juega en la Liga C, la primera división del país.

## Historia
Fue fundado en el año 2016 en la capital Nom Pen, y en la temporada 2017 logra el ascenso a la Liga C.
En 2020 gana su primer título importante al ganar la Copa Hun Sen, y con ello la primera clasificación a un torneo intetnacional, la Copa AFC 2021.
En 2024 el club más rico del Camboya se retira de la competición para protestar en contra del arbitraje y medita ir en CPL ,en la segunda división china .

## Palmarés
- Copa Hun Sen: 1

2020
- Cambodian Second League: 1

2017

## Participación en competiciones de la AFC
| Temporada | Torneo  | Ronda          | Club                  | Casa      | Visita    | Global    |
| --------- | ------- | -------------- | --------------------- | --------- | --------- | --------- |
| 2021      | AFC Cup | Fase de grupos | Geylang International | Cancelado | Cancelado | Cancelado |
| 2021      | AFC Cup | Fase de grupos | Lalenok United        | Cancelado | Cancelado | Cancelado |
| 2021      | AFC Cup | Fase de grupos | Terengganu            | Cancelado | Cancelado | Cancelado |
| 2022      | AFC Cup | Fase de grupos | Kaya–Iloilo           | 2–1       | 2–1       | 2–1       |
| 2022      | AFC Cup | Fase de grupos | Bali United           | 5–2       | 5–2       | 5–2       |
| 2022      | AFC Cup | Fase de grupos | Kedah Darul Aman      | 1–5       | 1–5       | 1–5       |